# Heleen de Greef
Heleen de Greef (ur. 15 września 1965) – holenderska szachista, mistrzyni międzynarodowa od 1986 roku.

## Kariera szachowa
W 1981 r. zdobyła w Bognor Regis brązowy medal Pucharu Świata juniorek do 16 lat (wówczas były to nieoficjalne mistrzostwa świata w tej kategorii wiekowej). W latach 1984 (wspólnie z Carlą Bruinenberg) i 1986 dwukrotnie zdobyła tytuły indywidualnej mistrzyni Holandii, była również brązową medalistką mistrzostw kraju (1990). Pomiędzy 1984 a 1992 r. czterokrotnie reprezentowała narodowe barwy na szachowych olimpiadach. Dwukrotnie startowała w turniejach strefowych (eliminacjach mistrzostw świata): w 1985 r. podzieliła w Amsterdamie II-IV miejsce (za Julią Lebel-Arias), natomiast w 1991 r. w Oisterwijk podzieliła III-V miejsce (za Anne Marie Benschop i Sylvią de Vries).
Najwyższy ranking w dotychczasowej karierze osiągnęła 1 lipca 1987 r., z wynikiem 2250 punktów dzieliła wówczas 64-69. miejsce na światowej liście FIDE, jednocześnie zajmując 1. miejsce wśród holenderskich szachistek. Od 1996 r. nie uczestniczy w turniejach klasyfikowanych przez Międzynarodową Federacje Szachową.